# Henry Alfred Perrier de la Bâthie
Henry Alfred Perrier de la Bâthie (Chambéry, 11 agosto 1873 – Chambéry, 2 ottobre 1958) è stato un botanico francese, figlio di Eugène Pierre Perrier de la Bâthie (1825 - 1916).

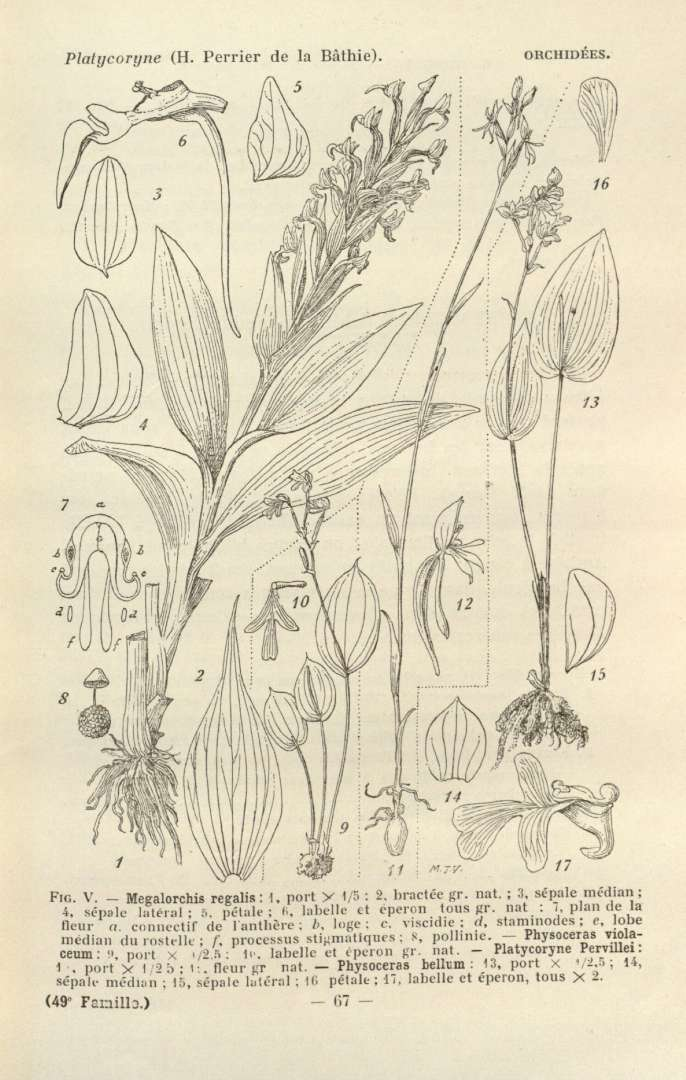
Tavola botanica tratta da Flore de Madagascar et des Comores

Si dedicò prevalentemente allo studio della flora del Madagascar.
È stato dedicato alla sua memoria il sifaka di Perrier (Propithecus perrieri), il genere delle Orchidaceae Neobathiea nonché numerose specie vegetali malgasce  tra cui Adansonia perrieri, Erythrina perrieri, Ensete perrieri, Euphorbia perrieri, Melanophylla perrieri, Podocarpus perrieri, Takhtajania perrieri e Xerosicyos perrieri. 
La sua figura è legata ad una storica controversia: quella della eradicazione del ficodindia (Opuntia ficus-indica) dal sud del Madagascar, per mezzo della introduzione nel 1925  del Cactoblastis cactorum. Le conseguenze di tale eradicazione di una pianta considerata infestante, ma che costituiva una risorsa alimentare per la popolazione povera e per il bestiame, risultarono disastrose.

## Alcune opere
- La végétation malgache (1921)
- Biogéographie de plantes de Madagascar (1936)
- Flore de Madagascar et des Comores (1946-1952)

| H.Perrier è l'abbreviazione standard utilizzata per le piante descritte da Henry Alfred Perrier de la Bâthie. Consulta l'elenco delle piante assegnate a questo autore dall'IPNI. |